# قصر السميرة
قصر السميرة أو السميرة هو حصن روماني قديم، يبعد حوالي 43 كم شمال مدينة الخارجة و2.5 كم جنوب حصن قصر الجب.
يُعتقد أن قصر السميرة وقصر الجب كانا يتبعان المستوطنة المحيطة بهما والتي لم يتبق منها سوى بقايا قطع فخارية متناثرة. تقع السميرة على أرض منبسطة على الطريق الصحراوي القديم بين أسيوط وواحة الداخلة، أو ما يُعرف باسم درب الأربعين، عند النقطة التي يليها منخفض الخارجة عبر ممر راميا.
يحتوي الحصن المبني من الطوب اللبن، والذي تبلغ مساحته 14 م² وارتفاعها 7 م، على عدة غرف، انهارت جميعها في وقت لاحق. تميزت زوايا المبنى بأبراج دائرية مدعمة، وكانت مداخل الحصن في وسط الجدران الجنوبية والشمالية.
تقع المستوطنة، التي اكتُشف مؤخراً أنها كبيرة ومعقدة، على الجانب الجنوبي من الحصن وربما كانت ذات يوم محطة إمداد مهمة للمسافرين الذين يدخلون ويخرجون من الواحة. لا يزال من الممكن رؤية أشكال العديد من المنازل المدمرة تحت الرمال وبقايا هياكل الطوب اللبن والأفران والصوامع ومواضع الطحن مما يُشير إلى أن المستوطنة ربما كان موقعاً صناعياً واسعاً بالإضافة إلى دورها الزراعي. كشف فريق مسح واحة شمال الخارجة عن حظائر محتملة للحيوانات، بالإضافة إلى نظام بنائي معقد بجدران من الحجر البلوري ونظام ري، يحتوي على قنوات تعمل بنظام المياه الجوفية، على غرار تلك التي شوهدت في مواقع رومانية أخرى من الواحة.
تقع مقبرة رومانية واسعة إلى الجنوب من المستوطنة تحتوي على مقابر منحوتة في الصخر بالإضافة إلى قبور مبطنة بالطوب ذات أسقف مقببة.